# Tephrosia pedicellata
Tephrosia pedicellata är en ärtväxtart som beskrevs av John Gilbert Baker. Tephrosia pedicellata ingår i släktet Tephrosia och familjen ärtväxter. Inga underarter finns listade i Catalogue of Life.